# Dj Arnoštek

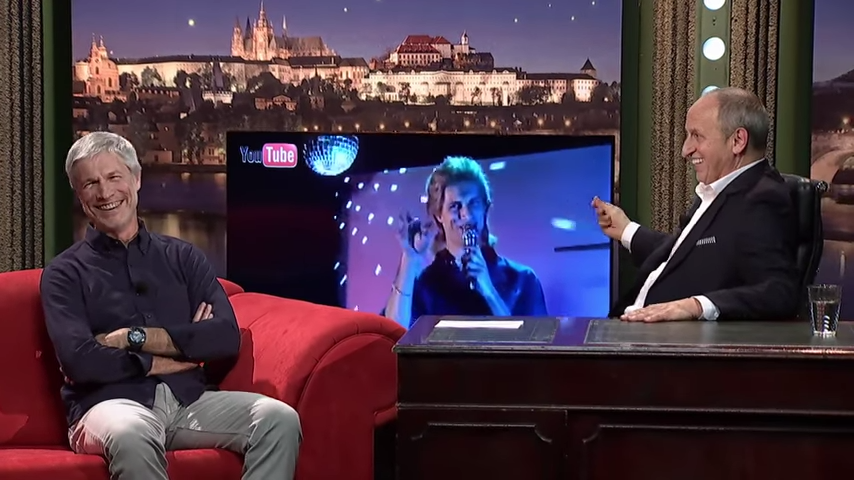
Šimon Caban v Show Jana Krause, v pozadí filmový Dj Arnoštek

Dj Arnoštek je fiktivní postava z filmu „rytmikálu“ Kouř (1990) Tomáše Vorla, ztvárněná Šimonem Cabanem. Cabana předaboval Martin Zbrožek. Na vizuální tvorbě postavy se podílela jako kostýmní návrhářka Simona Rybáková, Cabanova pozdější manželka, jeho pohybovou choreografii vymyslel Šimonův bratr Michal Caban.

## Ve filmu
Ve filmu Kouř je Arnoštek kulturní referent a svazácký diskžokej, který každou středu a pátek pořádá diskotéky v klubu Socialistického svazu mládeže, na nichž mimo jiné zpívá píseň Je to fajn. Ve filmové scéně se uvádí monologem „Ahoj, ahoj, ahoj, tak jsme zase tady spolu jako každou středu, jako každý pátek. Je tady váš Arnošt se svou diskotékou. Ano, ano, ano, a už je to tady, už to jede, už se to roztáčí. Je to fajn? Je to fajn. Je to fajn,“ po němž následuje Arnoštkův zpěv se svéráznou pohybovou stránkou. Jeho fanoušci své nadšení ventilují slovy „Arnoštek je prostě boží“. V závěru filmu Dj Arnoštek vystupuje se svou diskotékou na oslavě u příležitosti Mezinárodního dne žen.
Podle některých hodnocení je Arnoštek zženštilý, „lehce hysterický“ homosexuál, „čiré homosexuální klišé“, byť podle Cabana nešlo v první řadě o homosexualitu, nýbrž o slizkého svazáka. Postava a její scéna se stala výraznou součástí filmového kultu, symbolizující nevkus diskotékové hudby 80. let.

## V divadle
V roce 2020 začalo pražské Divadlo Na Fidlovačce připravovat k uvedení divadelní úpravu Kouře, kterou režíroval sám filmový představitel Arnoštka Šimon Caban. Na ztvárnění úlohy Arnoštka už v únoru vyhlásilo konkurz a nakonec do role angažovalo Lukáše Příkazkého. Již předtím, na podzim 2018, uvedlo jevištní adaptaci Kouře Divadlo Petra Bezruče v Ostravě, verze v úpravě Kristýny Kosové a Adama Svozila však byla oproti filmu aktualizovaná a postava Arnoštka byla v příběhu obměněna.